# Julius Wagner-Jauregg
Julius Wagner (po roce 1883 Julius Wagner Ritter von Jauregg, či jen Julius Wagner-Jauregg, 7. března 1857, Wels – 27. září 1940, Vídeň) byl rakouský lékař, neurolog a psychiatr.

## Život a činnost

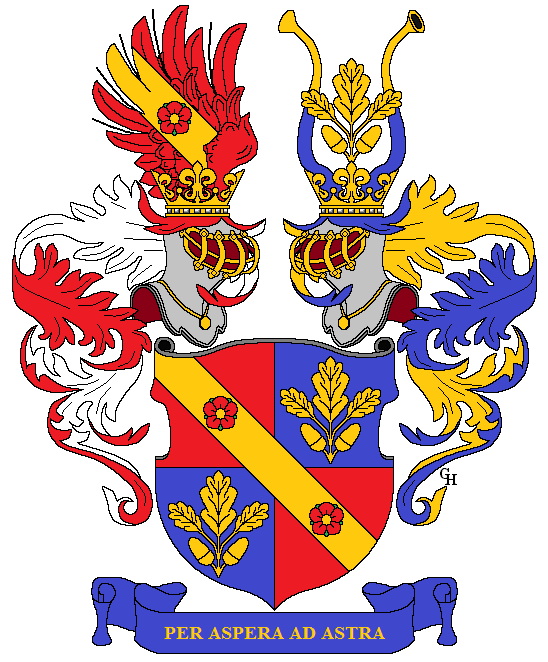
Erb udělený finančnímu radovi Johannu Adolfu Wagnerovi při povýšení do rytířského stavu s udělením predikátu von Jauregg.

Julius Wagner se narodil v hornorakouském Welsu jako syn Johanna Adolfa Wagnera (1835–1917), od roku 1883 sloužícího jako finanční rada ve Vídni. Jeho děd pocházel z Krnova. V téže době, kdy již oba synové Johanna Adolfa, Julius a Fritz (mladší syn Fritz se později stal vedoucím sekce a generálním ředitelem pošt a byl průkopníkem rakouských letectví) již dospělí, mu byl udělen dědičný titul „Ritter von Jauregg“. Již od roku 1872 žila rodina trvale ve Vídni, kde Julius Wagner maturoval na Skotském gymnáziu, které absolvoval jako premiant a roku 1874 nastoupil ke studiu medicíny na Vídeňské univerzitě. Tu zakončil roku 1880 promocí s uděleným titulem doktora medicíny. Roku 1885 se habilitoval v oboru psychiatrie a nervové choroby, a roku 1893 se stal profesorem.
V roce 1927 mu byla udělena Nobelova cena za fyziologii a medicínu za objev léčení progresivní paralýzy naočkováním malárie (Terapie malárií, 1917). Všiml si totiž, že každý případ zlepšené či odléčené progresivní paralýzy souvisel nějakým způsobem s jinými nemocemi provázenými vysokými teplotami. Tato metoda byla používána až do příchodu antibiotik.
Dr. Julius Wagner von Jauregg zemřel 27. září 1940 ve Vídni.